# Johann Heinrich Ritter
Johann Heinrich Ritter (* um 1680 in Erfurt [unsicher]; am 10. Januar 1751 in Gotha beigesetzt) war ein deutscher Freskenmaler. Er signierte seine Belege von 1716 bis 1720 als „Maler von Erfurt“.

## Leben
Als Maler tritt Ritter zuerst im Jahr 1716 in Erscheinung. 1723 fertigte er unter anderem die für die evangelische Pfarrkirche in Waltershausen ein großes Deckengemälde. Im Jahr 1727 wurde Ritter von Friedrich II. zum seinem „Hof al Fresco Maler“ ernannt. Er ließ sich das Prädikat als „Hofmaler“ 1735 durch Friedrich III. von Sachsen-Gotha-Altenburg bestätigen und war von 1747 bis 1751 Bauinspektor im Bauamt Gotha. Er war vielseitig begabt und arbeitete als Vergolder, schuf große Gemälde auf Leinwand oder Porträts, aber auch Theaterdekorationen, Wandbespannungen oder von 1748 bis 1751 Prospekte der Heidecksburg. Er schuf um 1750 das Gemälde Herzog Friedrich II. von Sachsen – Gotha und Altenburg zu Pferde. Der Blumenmaler Johann Friedrich Voitsburg (25. Dezember 1733 – 11. Dezember 1793) war einer seiner Schüler.

## Familie
Ritter war zweimal verheiratet.
1. Mit Elisabeth (geborene Münch; 1687 – begraben am 16. Mai 1739)
2. Am 15. Februar 1740 mit Catherina Eleonore (geborene Fleischer), mit der er 4 Töchter und 4 Söhne hatte.
  - Heinrich Christian Ritter (1744 – 1775)[6] war Hof-, Stall- und Theatermaler, er wohnte zeitweise bei Justin Walter in der Mönchelgasse in Gotha.

## Werke (Auswahl)
Ritter schuf in Thüringen monumentale Wand- und Deckengemälde.

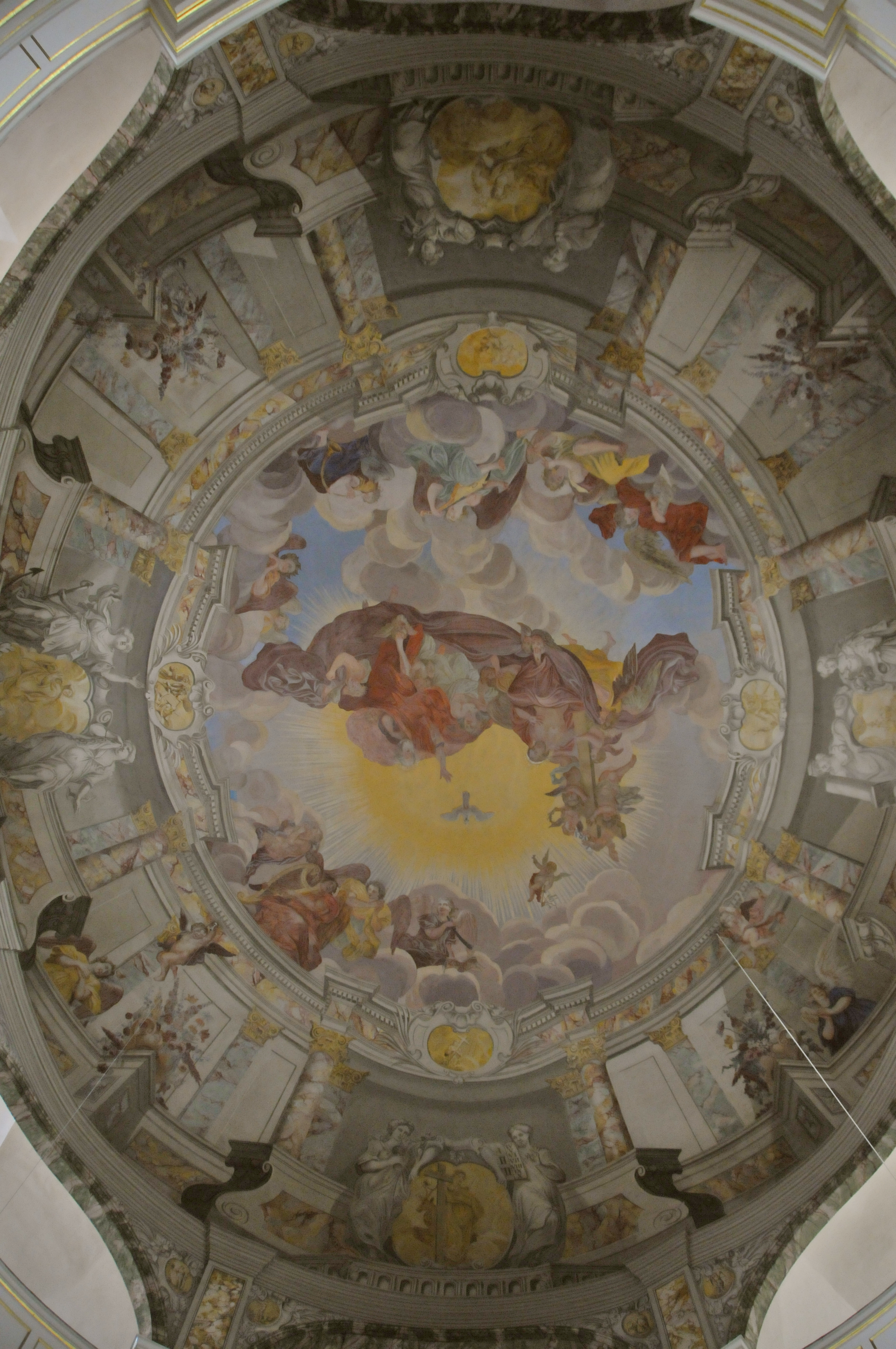
Deckenfresko in der Pfarrkirche Waltershausen

- Schloss Tenneberg (1718–1721 Decken und Wände im Treppenhaus, des Herzogszimmers und 1720 die Decke im Festsaal und die Decke in der Schloßkapelle).
- Stadtkirche in Waltershausen (Deckenfresko 1723)
- St.-Andreas-Kirche des Franziskanerklosters in Saalfeld (von 1725)
- Ab 1725 Ausmalung der Margarethenkirche in Gotha (durch Brand vernichtet)
- 1729–1733 Ausgestaltung mit Gemälden, Decken- und Wandmalereien im Altenburger Schloss
- Deckengemälde der Fortuna im Rokokosaal des Studnitzhauses in Wechmar (?)
- 1734–1741 gemeinsam mit Carl Christlieb Reinthaler als Hofmaler beim Neubau von Schloss Rudolstadt[8]
- Sundhäuser Kirche (Deckengemälde 1741)
- Schloss Heidecksburg (1744 Wand- und Deckengewölbe in den Musik- und Zuschauernischen, Fresken als allegorische Darstellung der freien Künste)
- Im Amtshaus Gotha Fresken im 2. Obergeschoss
- Im Bildersaal des Schlosses Friedenstein in Gotha die Gemälde „Pietas“ und „Justitia“, 1745